# 金堤站
金堤站（：／ Gimje yeok */?）是湖南線沿線的一座鐵路車站，位于韓國全羅北道金堤市新丰洞，有KTX、ITX-新村及無窮花號列車停靠。

## 車站結構
站體為2面4線的雙島式月台。

### 月台配置
| ↑ 益山          |
| １２ \| ３４ \| |
| 新泰仁 ↓        |

| 月台 | 路線   | 車種               | 目的地                        |
| ---- | ------ | ------------------ | ----------------------------- |
| 1    | 湖南線 | KTX                | 往 龍山方向                   |
| 2    | 湖南線 | ITX-新村、無窮花號 | 往 龍山、水原、天安方向       |
| 3    | 湖南線 | ITX-新村、無窮花號 | 往 光州、木浦、麗水世博會方向 |
| 4    | 湖南線 | KTX                | 往 木浦方向                   |

## 历史
- 1912年11月1日 - 落成使用。
- 2004年4月1日 - 韩国高速铁道开始使用本站。

## 相鄰車站
韓國鐵道公社
KTX
益山－金堤－井邑
湖南線
臥龍－金堤－甘谷